# Disney's Party
Disney's Party (parfois nommé Disney Party) est un jeu vidéo de type party game sorti en 2002 sur GameCube et Game Boy Advance. Il est basé sur le même mode de jeu que la série Mario Party.
Le jeu a été développé par Neverland / Hudson Soft sur GameCube, Jupiter sur Game Boy Advance, et édité par Electronic Arts.

## Système de jeu
Le jeu permet au joueur de jouer plusieurs personnages Disney sur plusieurs cartes à thèmes. En démarrant une partie en mode Aventure, le joueur arrive sur un plateau de jeu et doit choisir une destination. Pour atteindre cette destination, le joueur doit passer par une succession de mini-jeux, utiliser des items gagnés en terminant un mini-jeu ou achetés dans la boutique présente sur la carte et empêcher ses adversaires de former des lignes dans le Bingo Magique. Chaque mini-jeu permet au joueur d'avancer sur le plateau jusqu'au boss final. S'il le bat, le joueur gagne la partie. Le mode Tour Passe Magique permet au joueur de jouer directement aux mini-jeux déverrouillés dans le mode Aventure.

## Accueil
Le jeu reçoit dès sa sortie un accueil négatif. Jeuxvideo.com lui donne la note de 6 sur Gamecube et 4 sur GameBoy Advance, déplorant des graphismes pas à la hauteur, une jouabilité répétitive et sans intérêt ainsi qu'une faible durée de vie. L'agrégateur de critiques Metacritic lui décerne la note de 39, la presse spécialisée déplorant des mini-jeux peu inspirés et un gameplay n'étant pas à la hauteur d'un party game.

## Sorties
- Japon : 30 août 2002
- États-Unis : 16 septembre 2003